# Постол (деревня)
Посто́л (также — Ве́рхний Посто́л) — деревня в Завьяловском районе Удмуртии, входит в Среднепостольское сельское поселение. Расположена в 29 км к западу от центра Ижевска. Рядом с ней проходит Нылгинский тракт, отделяющий Постол от Среднего Постола. Через деревню протекает река Постолка.

## История
До революции Постол входил в состав Сарапульского уезда Вятской губернии. По данным десятой ревизии в 1859 году в 63 дворах казённой деревни Верхний Постол при речке Постолке проживало 356 человек, работало 3 мельницы.
В 1920 году деревня входит во вновь образованную Вотскую АО. В 1925 году образуется Среднепостольский сельсовет, центром которого становится Средний Постол.
К тому времени Верхний Постол делился на две деревни: Постол Верхний Нагорный (или просто Нагорный Постол) и Постол Верхний Заречный (Заречный Постол), располагавшиеся на разных берегах реки Постолки. Постановлением Президиума ВС УАССР от 1956 года вместо многоимённого названия одной деревни — Верхний Постол и Нагорный Постол — оставлено название Постол.

## Экономика и социальная сфера
Экономически и социально Постол тесно связан со Средним Постолом, находящимся от него через дорогу: значительная часть жителей деревни работает в СПК «Труженик», школьники Постола посещают Среднепостольскую СОШ.

## Улицы
- Буденного улица
- Западная улица
- Заречная улица
- Ключевая улица
- Колхозная улица
- Новая улица
- Октябрьская улица
- Родниковая улица
- Родниковый переулок
- Солнечная улица
- Угловая улица